# سارا کناوس
سارا دی ریمر کناوس (به انگلیسی: Sarah DeRemer Knauss)‏ (۲۴ سپتامبر ۱۸۸۰–۳۰ دسامبر ۱۹۹۹) یک ابرصدساله آمریکایی بود که معروف به پیرترین انسان با عمر تأیید شده در ایالات متحده آمریکا و همچنین توسط رکوردهای جهانی گینس به عنوان پیرترین فرد زندهٔ جهان از تاریخ ۱۶ آوریل ۱۹۹۸ تا زمان مرگش شناخته شد.

## زندگی‌نامه
سارا دی ریمر کناوس در ۲۴ سپتامبر ۱۸۸۰ در هالیوود، پنسیلوانیا به دنیا آمد. او در سال ۱۹۰۱ با آبراهام لینکن کراوس ازدواج کرد. تنها فرزند آنها، کاترین در سال ۱۹۰۳ به دنیا آمد و در سال ۲۰۰۵ در ۱۰۱ سالگی درگذشت. شوهر سارا کراوس در سال ۱۹۶۵ در ۸۶ سالگی درگذشت. او در ۱۱۶ سالگی به عنوان دارنده جدید ثبت ملی طول عمر ایالات متحده شناخته شد. قبل از مرگ وی، شش نسل زنده از وی وجود داشت.

## مرگ
سارا کناوس در ۳۰ دسامبر ۱۹۹۹ به علت مرگ طبیعی در خانهٔ خود درگذشت.